# Expert Imaging and Sound Association
Die Expert Imaging and Sound Association (EISA) ist eine internationale Vereinigung von Zeitschriften der Unterhaltungselektronik, die 1989 als European Imaging and Sound Association gegründet wurde. Die 55 Magazine aus 29 Ländern verleihen jedes Jahr auf der Internationalen Funkausstellung in Berlin den EISA Award. Die Preise für die laut EISA „besten Produkte des Jahres“ für Verbraucher gibt es in sechs Kategorien: High Fidelity, Heimkino Audio, Heimkino Video, Elektronik im Auto, Mobilgeräte und Fotografie. Da die Auswahl der selbst getesteten Neuheiten von Expertengruppen bestimmt wird, firmiert der Verband seit 2013 auch als Expert Imaging and Sound Association. Deutschland ist mit fünf Publikationen bei der EISA vertreten: Car&HiFi, Fotomagazin, Heimkino, Hifi Test TV Video und Stereo.

## Weblink
- Website

## Belege
1. ↑  Mark Göpferich: EISA Awards 2018-2019, abgerufen am 19. Dezember 2018.
2. ↑  EISA-Award-Gewinner 2018/2019 stehen fest, abgerufen am 19. Dezember 2018.
3. ↑  Fabian Pöschl: Das sind die EISA-Gewinner, abgerufen am 19. Dezember 2018.
4. ↑  Homepage EISA | About EISA, abgerufen am 19. Dezember 2018.
5. ↑  Homepage EISA | Mitglieder | Germany, abgerufen am 19. Dezember 2018.